# آلبرت هلمز (بازیکن فوتبال، زاده ۱۹۴۲)
آلبرت هلمز (انگلیسی: Albert Holmes؛ زادهٔ ۱۴ فوریهٔ ۱۹۴۲) بازیکن فوتبال اهل بریتانیا است.
از باشگاه‌هایی که در آن بازی کرده‌است می‌توان به باشگاه فوتبال چسترفیلد و باشگاه فوتبال بوستون یونایتد اشاره کرد.